# Alter jüdischer Friedhof (Gliwice)

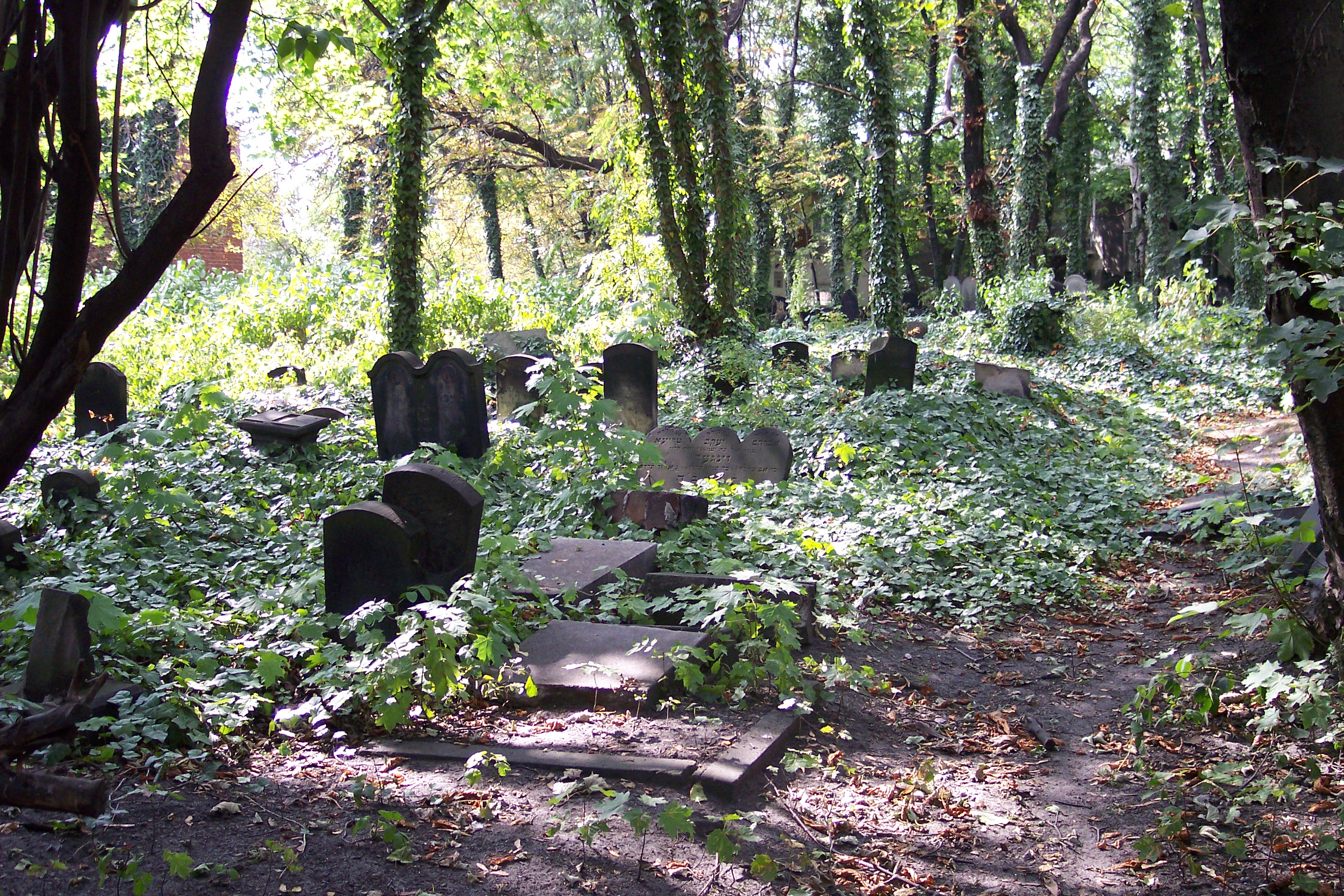
Ansicht des Friedhofs

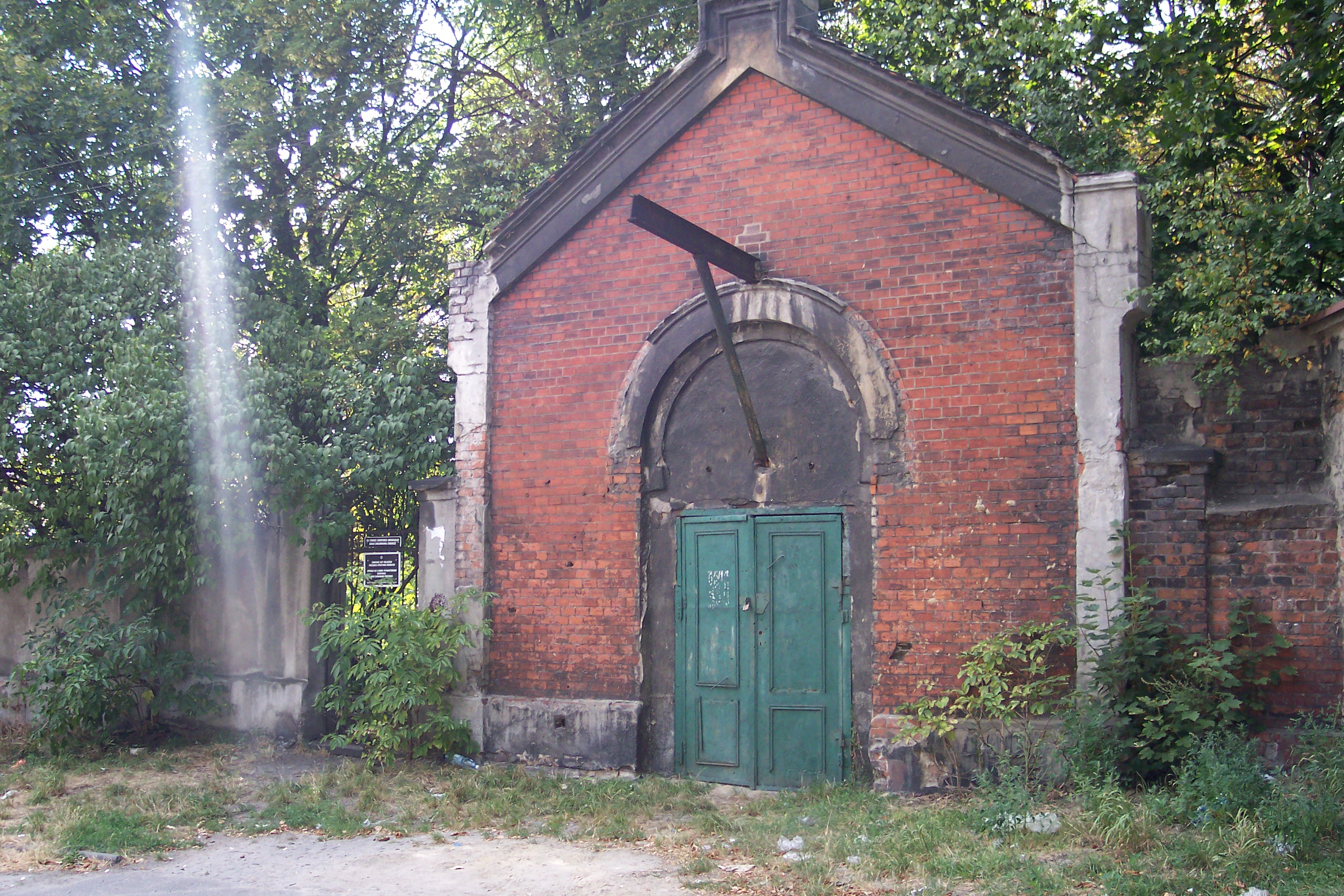
Taharahaus

Der Alte jüdische Friedhof in Gliwice (deutsch Gleiwitz), einer Stadt in der Woiwodschaft Schlesien in Polen, wurde um 1815 angelegt. Heute sind noch circa 700 Grabsteine auf dem jüdischen Friedhof vorhanden.
Die verstorbenen Juden aus Gleiwitz wurden anfänglich auf jüdischen Friedhöfen der Umgebung, so in Nikolai (Mikołów) und Langendorf (Wielowieś) beigesetzt. Seit 1815 ist der eigene jüdische Friedhof in Gleiwitz belegt. Nach dessen vollständiger Belegung stand ab circa 1900 der Neue jüdische Friedhof in der Vorstadtgemeinde Petersdorf (Szobiszowice) zur Verfügung.